# Hans Dehnert
Hans Dehnert (* 13. August 1915 in Elberfeld; † 22. Januar 1981) war ein deutscher Marineoffizier, zuletzt Kapitän zur See der Bundesmarine, und Lektor.

## Leben
Hans Dehnert trat 1933 direkt nach dem Abitur in die Reichsmarine ein und war als Leutnant zur See, Beförderung am 1. Oktober 1936, 1939 auf dem Torpedoboot Tiger. Ab August 1938 diente er bis April 1940 als 2. Wachoffizier auf dem Zerstörer Z 17 Diether von Roeder. An der Schlacht um Narvik 1940 nahm er als Kriegswachleiter (Torpedo-, Sperr- und Wachoffizier) auf dem Zerstörer teil. Nach dem Untergang des Zerstörers war er Kompanieführer der an Land kämpfenden ehemaligen Besatzung. Hierüber berichtete er 1972 und 1975 in der Marine-Rundschau. Von April 1940 bis August 1940 war er zum Landeinsatz in Narvik kommandiert und kam dann bis November 1940 als Ausbildungsoffizier zur Zerstörerstammabteilung. Bis Januar 1941 war er mit der Wahrnehmung der Geschäfte des Kommandeurs der Zerstörerstammabteilung beauftragt und kam dann bis Dezember 1942 als Leiter der Überwassererprobungen zum Torpedoerprobungskommando (T.E.K.) nach Kiel. Als Kapitänleutnant war er von Dezember 1942 bis September 1943 Kommandant des Torpedobootes T 5 bei der 2. Torpedobootsflottille. Nach der Indienststellung des ehemaligen italienischen Zerstörers Turbine, jetzt als Torpedoboot TA 14 bezeichnet, in der Kriegsmarine bei der 9. Torpedobootsflottille wurde er anschließend bis Februar 1944 Kommandant des Bootes. Mit der Indienststellung im Mai 1944, vorher war er kurz zur Verfügung des Führers der Zerstörer gestellt worden, übernahm er für kurze Zeit das Torpedoboot T 32 bei der 6. Torpedobootsflottille. Bereits Mitte August 1944 lief das Boot in einem deutschen Minenfeld auf eine Mine auf und sank. 137 Mann der knapp 200 Mann starken Besatzung starben. Er wurde beim Untergang des Torpedobootes verwundet und war von August 1944 bis November 1944 im Lazarett. Anschließend bis Februar 1945 zur Verfügung des Führers der Zerstörer gesetzt, kam er bis April 1945 noch zum OKM in das Marinepersonalamt. Am 1. Januar 1945 war er Korvettenkapitän befördert worden. Von April 1945 bis Kriegsende war er im Kommando der Kleinkampfverbände. Am 7. November 1945 wurde er aus der Kriegsgefangenschaft entlassen.
Dehnert war Angehöriger der Organisation Gehlen und/oder des Bundesnachrichtendienstes, wahrscheinlich ab 1949.
Als Fregattenkapitän war er nun in der Bundesmarine von Mitte Oktober 1957 bis Ende März 1959 Kommandeur des 1. Geleitgeschwaders, dem späteren Schulgeschwader. Er ging bis November 1961 als Referent Personelle Grundsatzforderungen des Führungsstabs der Marine an das Bundesministerium für Verteidigung. Ab Juni 1961 war er bis November 1961 zeitgleich zu seiner anderen Kommandierung mit der Wahrnehmung der Geschäfte des Referats Grundsatzangelegenheiten der Organisation einschließlich Prüfgruppe der Marine dort beauftragt. Mit der Beförderung zum Kapitän zur See übernahm er bis Oktober 1964 die Leitung. Anschließend war er Kommandeur des 3. Zerstörergeschwaders (Flensburg-Mürwik) und wurde am 1. April 1965, offiziell bis Ende März 1966, Kommandeur des neu aufgestellten 2. Zerstörergeschwaders (Wilhelmshaven). Von Februar 1966, er war vorzeitig abkommandiert worden, war er mit kurzer Unterbrechung von Januar bis März 1973 bis September 1973 Leiter der Stammdienststelle der Marine. Er wurde durch Kapitän zur See Hans-Otto Rieve abgelöst.
Am 19. April 1972 war er mit dem Verdienstkreuz 1. Klasse ausgezeichnet worden.
Später wurde er ab 1973 Lektor beim Motorbuch-Verlag. Er führte Übersetzungen aus dem Englischen durch und war für marinetechnische Überarbeitungen verantwortlich.

## Übersetzungen und Mitarbeit (Auswahl)
- Jak Mallmann-Showell: Uboote gegen England: Kampf und Untergang der deutschen Uboot-Waffe 1939–1945. Motorbuch-Verlag, 1974.
- Peter Dickens: Brennpunkt Erzhafen Narvik. Kämpfe um schwedisches Erz in Norwegens Fjorden 1940. Motorbuch-Verlag, 1975.
- Brian Schofield: Der Untergang der Bismarck. Wagnis, Triumph und Tragödie. Motorbuch-Verlag, 1976.
- Edward von der Porten: Die deutsche Kriegsmarine im 2. Weltkrieg. Motorbuch-Verlag, 1976.
- Peter Dickens: Einsatz zwischen Dämmerung und Morgengrauen. Britische Schnellboote im Küstenvorfeld Mitteleuropas 1942/43. Motorbuch-Verlag, 1978.
- S. C. George: Vom Skagerrak nach Scapa Flow. Die Hebung der versenkten deutschen Flotte, eine technische und seemännische Großtat der Schiffsbergung. Motorbuch-Verlag, 1978.

## Werke (Auswahl)
- Ein Funkspruch kam nicht an (Narvik 1940). In: Marine-Rundschau, Jahrgang 69, Heft 8, 1972. S. 468–485.
- Die taktische Überraschung bei Narvik 1940. In: Marine-Rundschau, Jahrgang 72, Heft 11, 1975. S. 681–684.